# Rys červený
Rys červený (Lynx rufus) je kočkovitá šelma z rodu rys, která vytváří dvanáct odlišných poddruhů. Žije v Severní Americe a v Mexiku a je považován za poměrně hojný druh.

## Popis
Na délku měří 0,5–1,2 metru (průměrně okolo 0,8 m), na výšku mezi 30 a 60 cm, délka ocasu je 9–20 cm. Hmotnost je velmi variabilní a obvykle dosahuje 4–18 kg, výjimečně i více. Větší jedinci žijí na severu a v otevřenější krajině. Pohlavní dimorfismus, kdy samci jsou větší, je poměrně zřetelný. Samci váží v průměru asi 10 kg, samice přibližně 7 kg. Rekordní samec vážil 26,8 kg, samice 15,9 kg.
Základní zbarvení se liší podle poddruhů – je žlutohnědé či hnědé, hnědočervené, nebo našedlé, vždy se skvrnami, ať už na celém těle, nebo jen na spodní straně (nejsvětlejší jsou kožichy rysů pouštních, nejtmavší rysů žijících v lesích). Ocas má vždy světlý (na rozdíl od rysa kanadského). Na zadní straně uší jsou světlé skvrny. Štětinky na uších jsou pouze krátké, na lících má prodlouženou srst. Má manžetovité okruží na obličeji. Oči jsou žluté, se svislou zornicí (charakteristickou pro všechny malé kočky).
Zadní nohy jsou delší než přední. Mají zatažitelné drápy.

## Areál rozšíření
Žije v jižní Kanadě, téměř na celém území Spojených států amerických a v severním a středním Mexiku.

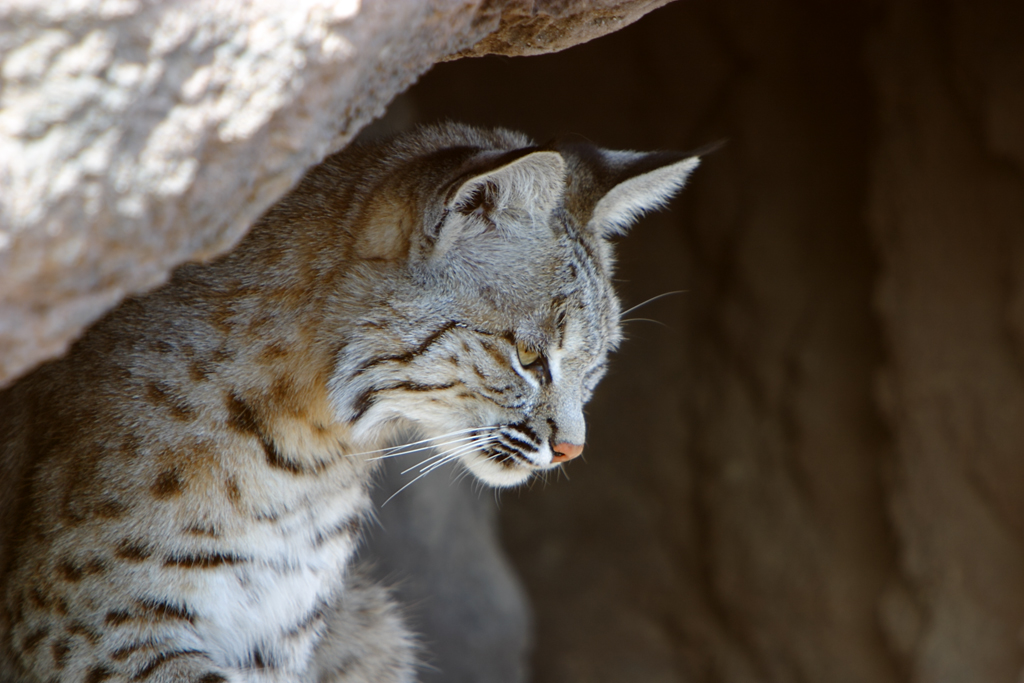
Hlava rysa červeného

Ve své domovině je nazýván bobcat podle krátkého ocasu (bobbed tail = zkrácený ocas). 

## Způsob života
Rys se obvykle dožívá věku okolo 10 let, maximálně se ve volné přírodě dožil 16 let. Pohlavně dospělý je ve dvou letech života. Má ostrý zrak a dobrý čich, dokáže také výborně šplhat. V případě potřeby umí i plavat, ale vodě se raději vyhýbá.

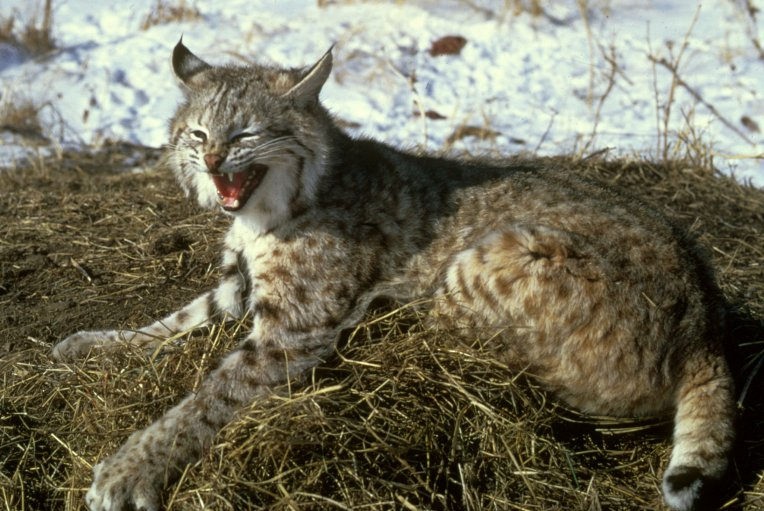
Rys červený

### Potrava
V jižní části oblasti výskytu se živí především králíky východoamerickými, na severu pak zajíci měnivými. Kromě toho se živí také hlodavci, obojživelníky, vysokou zvěří, ptáky do velikosti labutě či jeřába, vejci i zdechlinami. Není specializovaný na určitou kořist a snadno se přizpůsobuje. Je noční lovec. Na lov vyráží většinou se soumrakem (na severu v zimě loví i ve dne, kdy je potenciálně větší možnost narazit na kořist). Každou noc ujde vzdálenost mezi 3 a 11 kilometry. Loví jako ostatní kočky přepadem ze zálohy. Když je dostatečně blízko kořisti, skočí na ní, strhne ji a usmrtí. Na svojí velikost je toto zvíře velmi silné, kořisti se zakousne do šíje nebo do hrdla a nepustí, dokud zvíře nepadne. Silným chrupem překousne kořisti tepny a zláme vaz. S menší kořistí si často hraje jako kočka s myší. Nadhazuje ji, skáče na ni a vrčí.

### Výskyt
Obývá různá prostředí, od pouště ke smíšeným a jehličnatým lesům. Nevyhýbá se ani předměstím, nenajdeme ho pouze ve stepích.
Své území si značkuje, je silně teritoriální a samotářský. Velikost území se liší v závislosti na pohlaví a hojnosti kořisti v dané lokalitě. Ke značení území používají jak moč a trus, tak značky na stromech (vyškrábané drápy). Na rozdíl od ostatních koček si své území více brání samice.

### Rozmnožování a mláďata
Rysové se setkávají s opačným pohlavím pouze v době páření, která je v zimě. Pokud se s teritoriem samce překrývá více teritorií samic, páří se se všemi. Mláďata (většinou 2-4) se rodí na jaře po asi dvouměsíční březosti. Jsou slepá a zcela odkázána na matku. Po jednom týdnu prohlédnou a asi po osmi týdnech začínají přijímat tuhou potravu. V té době k sobě samice opět pouští samce a ti s nimi vyrážejí na lov a pomáhají jim krmit mláďata. Takový způsob rodičovské péče je u samců koček neobvyklý. K osamostatnění dochází asi po pěti měsících, někdy ale mláďata zůstanou s matkou až do jara. Při narození váží mláďata asi jen 300 gramů, po prvním roce života už více než 4,5 kilogramů.

### Chování
Rys červený je silně vázán na své teritorium. Hraniční oblasti, stejně jako své cesty, si označuje močí, trusem i kůrou, kterou seškrabává ze stromů. Samec pozná samici, která je v říjí, podle pachu moče, zatímco její trus upozorňuje ostatní samice, zda má nebo nemá mláďata. Matka s mláďaty je totiž velmi agresivní.

### Hrozby
Dospělý rys má málo přirozených nepřátel. Mezi ně patří pumy a vlci. Malá mláďata jsou ohrožená i dravci, jako je orel, nebo sova. Dalším nebezpečím je člověk lovící rysy pro kožešiny.

### Evoluce
Rys červený se nejspíše vyvinul z evropského rysa (Lynx lynx), který přešel na americký kontinent během pleistocénu, před asi 2 miliony lety.

## Pověsti
V Americe se rys vyskytuje v mnoha bájích a mýtech, známá je bajka o zajíci a rysovi. Někteří Indiáni dokonce rysa uctívali jako božstvo.